# Cumulonimbus
Cumulonimbus (din limba latină cumulus "grămadă" și nimbus "nor de furtună") este un nor dens, înalt, asociat cu furtuni și instabilitate atmosferică, format din vapori de apă sub acțiunea unui vânt ascendent. Norii Cumulonimbus se pot forma izolat, grupați sau de-a lungul unui front atmosferic rece sub forma liniilor de furtuni (eng. squall line). Acești nori sunt capabili să formeze fulgere și alte fenomene severe cum ar fi tornadele. Norii cumulus congestus pot evolua în supercelule.

## Aspect
Norii Cumulonimbus înalți sunt adesea asociați cu nori Cumulus. Baza norilor Cumulonimbus se poate întinde pe mai mulți kilometri și ocupă altitudinile mici și medii - ea se formează între 200 și 4000 m (700 - 10000 picioare). Vârful norilor poate ajunge la o altitudine de 12000 m (40000 picioare), foarte rar până la 20000 m (70000 picioare). Norii bine dezvoltați sunt caracterizați de prezența unei formațiuni similară cu nicovala, plată și cauzată de vânturile de forfecare și inversiunile de temperatură din tropopauză. Baza nicovalei poate preceda componenta verticală a norului și este însoțită adesea de fulgere. Uneori, mișcarea ascendentă a parcelelor de aer trece de nivelul de echilibru și astfel se formează o grupare de nori deasupra nicovalei.

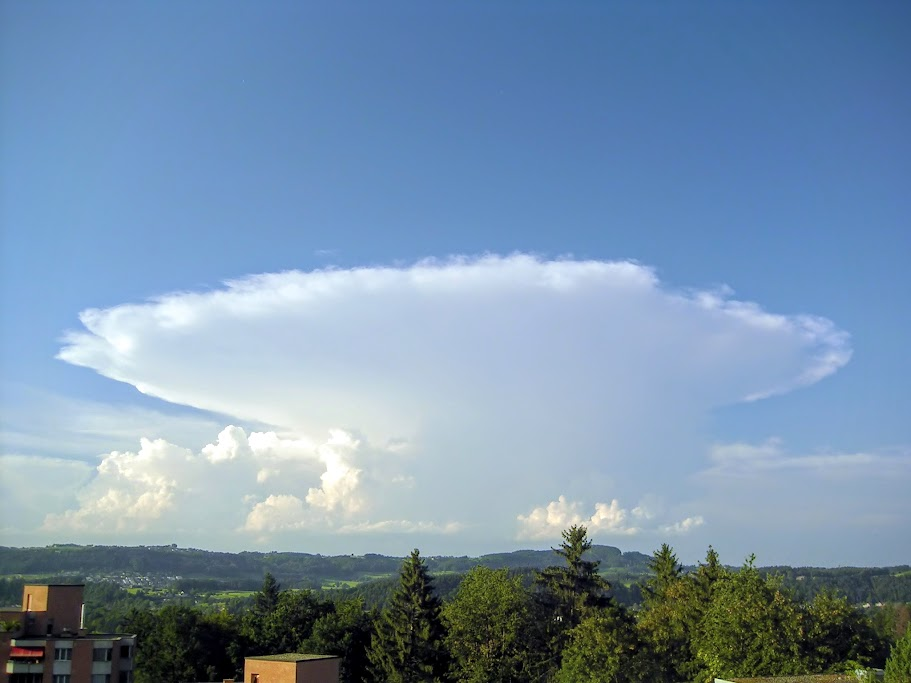
Un nor Cumulonimbus calvus, bine dezvoltat. Se poate observa forma clasică de nicovală.

## Formare
Norii cumulonimbus se dezvoltă din stadiul de nori cumulus congestus, în condiții atmosferice instabile în urma unor puternici curenți ascendenți. În norii cumulus congestus predomină curenți ascendenți bine dezvoltați (15–20 m/s). O dată cu aceștia apar și curenți descendenți, însă mai slabi, aceștia predominând mai ales în aerul liber de sub nori.  Stratul de aer instabil putând ajunge până în troposferă. Trecerea de la norul cumulus la cumulonimbus, datorită curenților de aer ascendenți, care ajung la intensitate maximă, se face în două etape: în prima etapă, trecerea la stadiul de înghețare se observă prin structura mai puțin precisă a vârfului norului, care pare să fumege, devine cețos și se imbracă cu un val ușor, mătăsos; este etapa de cumulonimbus calvus; în etapa următoare valul mătăsos se transformă într-o structură fibroasă care îmbracă cea mai mare parte a vârfului norului, vârf care se lațește și ia aspect de nicovală marcând trecerea în stadiul de dezvoltare maximă a norului: cumulonimbus capillatus incus. Lațirea norului se datorează unei inversiuni de temperatură la baza stratului superior stabil, în care norul nu mai poate pătrunde. Norul mișcându-se în direcția în care se întinde nicovala.
Procesul de transformare a noriilor cumulus congestus în nori cumulonimbus este foarte rapid (30 - 60 minute), dar pentru formarea și dezvoltarea norilor cumulonimbus, indiferent de felul lor, este necesar un timp de 3 - 5 ore.
La stadiul de cumulonimbus incus activitatea convectivă este maximă, iar după slăbirea curenților ascendenți, nicovala norului începe să se destrame transformându-se în nori cirrus denși (spissatus cumulonimbogentus), iar marea masa a norului aflată la altitudini medii se transformă în nori altocumulus.

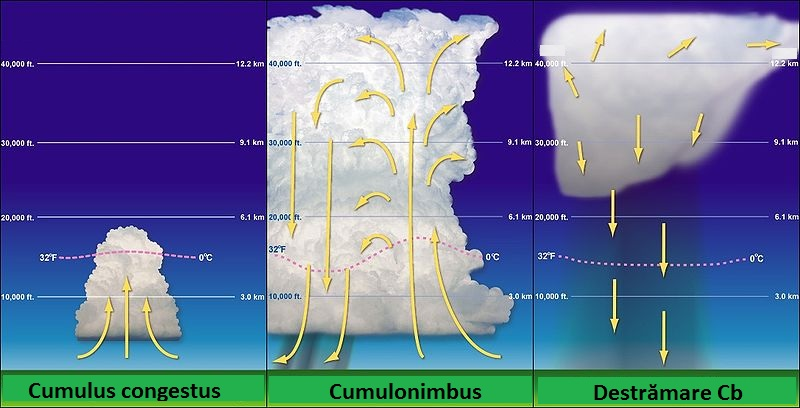
Evoluție Cumulonimbus

## Formarea precipitațiilor în cumulonimbus
Norii cumulonimbus sunt formați din vapori de apă, până la nivelul superior de îngheț. Vaporii de apă purtați de curenții ascendeți se transformă în picături, iar când pătrund în stratul superior îngheață devenind grindină, fulgi de zăpadă, măzăriche. Particulele tot mai mari, înghețate, nemaiputând fi susținute de curenții de aer ascendenți, cad, iar în cădere, prin coalescență continuă să se mărească, iar când ajung în zona cu temperaturi pozitive încep să se topească devenind picături mari de ploaie formând aversele. O parte din particulele înghețate, neavând timp să se topească sau în anumite condiții de distribuție a temperaturilor negative pe verticală, cad sub formă de grindină sau măzăriche.

## Efecte
Celulele formate din nori Cumulonimbus pot produce ploi torențiale de natură convectivă și inundații rapide precum și vânturi lineare puternice. Multe celule mor dupa aproximativ 20 de minute atunci când mișcarea descendentă a precipitațiilor este mai puternică decât mișcarea ascendentă a curenților de aer, cauzând o pierdere de energie și implicit disiparea furtunii. Dacă există destulă energie solară în atmosferă, umezeala unei celule se poate evapora rapid cauzând dezvoltarea altei celule la câțiva kilometri distanță. Datorită acestui fapt, se pot forma furtuni care să reziste mai mult de 3-4 ore. Norii Cumulonimbus pot forma, de asemenea, și furtuni de zăpadă însoțite de fulgere, tunete și ninsori torențiale. Norii Cumulonimbus sunt mai frecvenți în zonele tropicale.

## Specii
- Cumulonimbus calvus (Cb cal) - nori de furtună foarte înalți cu un vârf sub forma unei căciuli similari cu Cumulonimbus congestus.
- Cumulonimbus capillatus (Cb cap) - nori de furtună foarte înalți cu vârful fibros, datorită prezenței cristalelor de gheață. Adeseori au aspectul unei nicovale.
- Cumulonimbus incus (Cb inc) - sunt similari cu speciile calvus și capilatus și prezinta de asemenea aspect de nicovală.

### Varietăți
- Acest gen de nori nu prezintă varietăți funcție de opacitate sau funcție de formă.

### Caracteristici suplimentare

#### Nori accesorii
- Arcus - nori orizontali de joasă altitudine, asociați cu partea anterioară a furtunii.
- Pannus - sunt acompaniați de un strat de joasă altitudine format din nori fractus.
- Pileus - au aspectul unei pălării așezată peste norul principal Cumulonimbus.
- Velum - un strat orizontal, circular de nori, ce se dezvoltă în partea de mijloc a unui Cumulonimbus.

#### Caracteristici suplimentare
- Incus - nori Cumulonimbus cu nicovala formată din nori cirriformi datorită întâlnirii directe a curenților de aer ascendenți cu zonele de inversiune termică din Tropopauză.
- Mammatus - protuberanțe globuloase ce se desprind dintr-un nor Cumulonimbus.
- Tuba - o coloană de aer ce se desprinde din baza unui nor Cumulonimbus și se poate dezvolta într-un nor-pâlnie sau tornadă. Coloana de aer poate fi întâlnită foarte aproape de sol, la aproximativ 6 m altitudine.

## Galerie foto

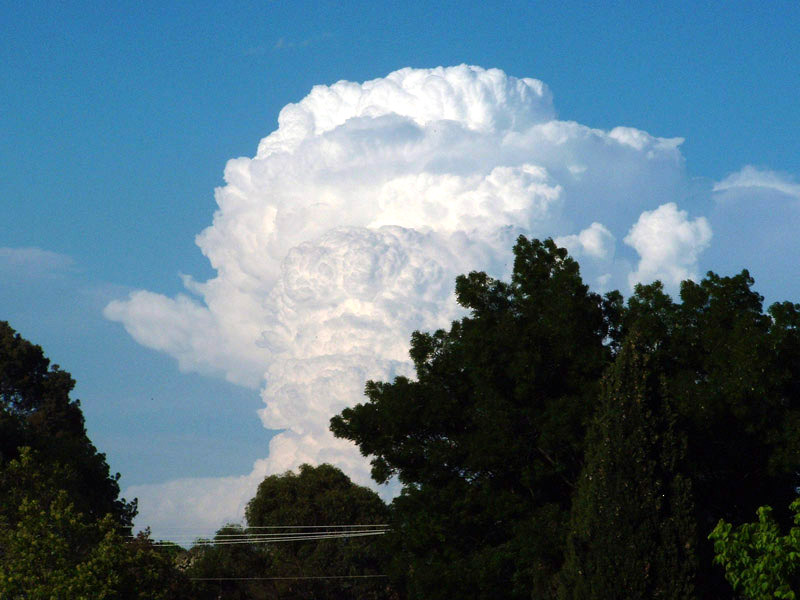
Cumulonimbus calvus
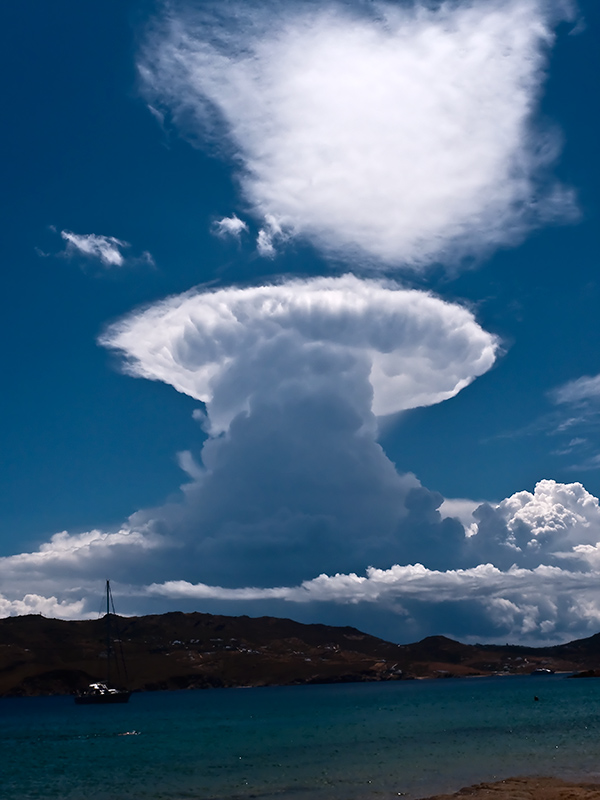
Cumulonimbus capillatus incus